# Håvard Tveite
Håvard Tveite, född den 5 mars 1962, död den 30 maj 2021, var en norsk orienterare som blev världsmästare i stafett 1987 och 1989, han tog även ett VM-silver och två VM-brons.